# Austropenaeus
Austropenaeus is een geslacht van kreeftachtigen uit de klasse van de Malacostraca (hogere kreeftachtigen).

## Soort
- Austropenaeus nitidus (Barnard, 1947)